# Noi Tre (gruppo musicale)
I Noi Tre sono stati un gruppo musicale italiano Rhythm and blues degli anni '60.
Nelle loro file ha militato per breve tempo Paolo Tofani futuro membro degli Area.

## Storia
Originari di Firenze i Noi Tre si formano nel 1966, grazie all'incontro tra Franco Falsini, Agostino Nobile e Pino Pini (quest'ultimo proveniente da La Setta). Il gruppo si presenta applicando una formula allora non consueta nel rock del terzetto (chitarra, basso e batteria), che, nell'Aprile 1966, anticipando di qualche mese quello che succederà con formazioni straniere come gli Experience o i Cream
.
Durante un soggiorno a Londra Pini conosce la ruvida musica dei Pretty Things e Downliners Sect, da cui i Noi Tre prendono ispirazione per la musica che proporranno a un esterrefatto pubblico fiorentino.

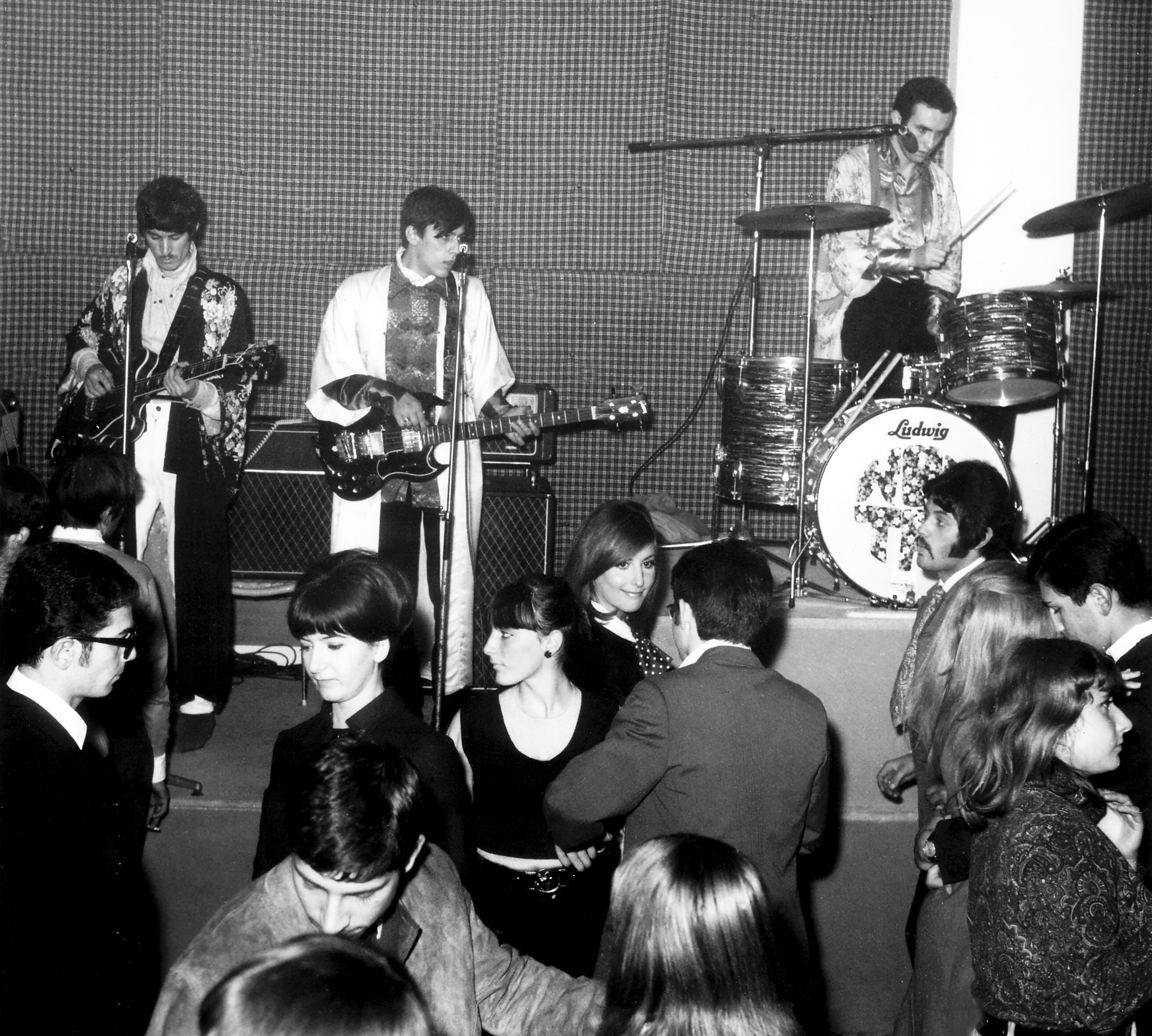
Noi Tre Live 1967

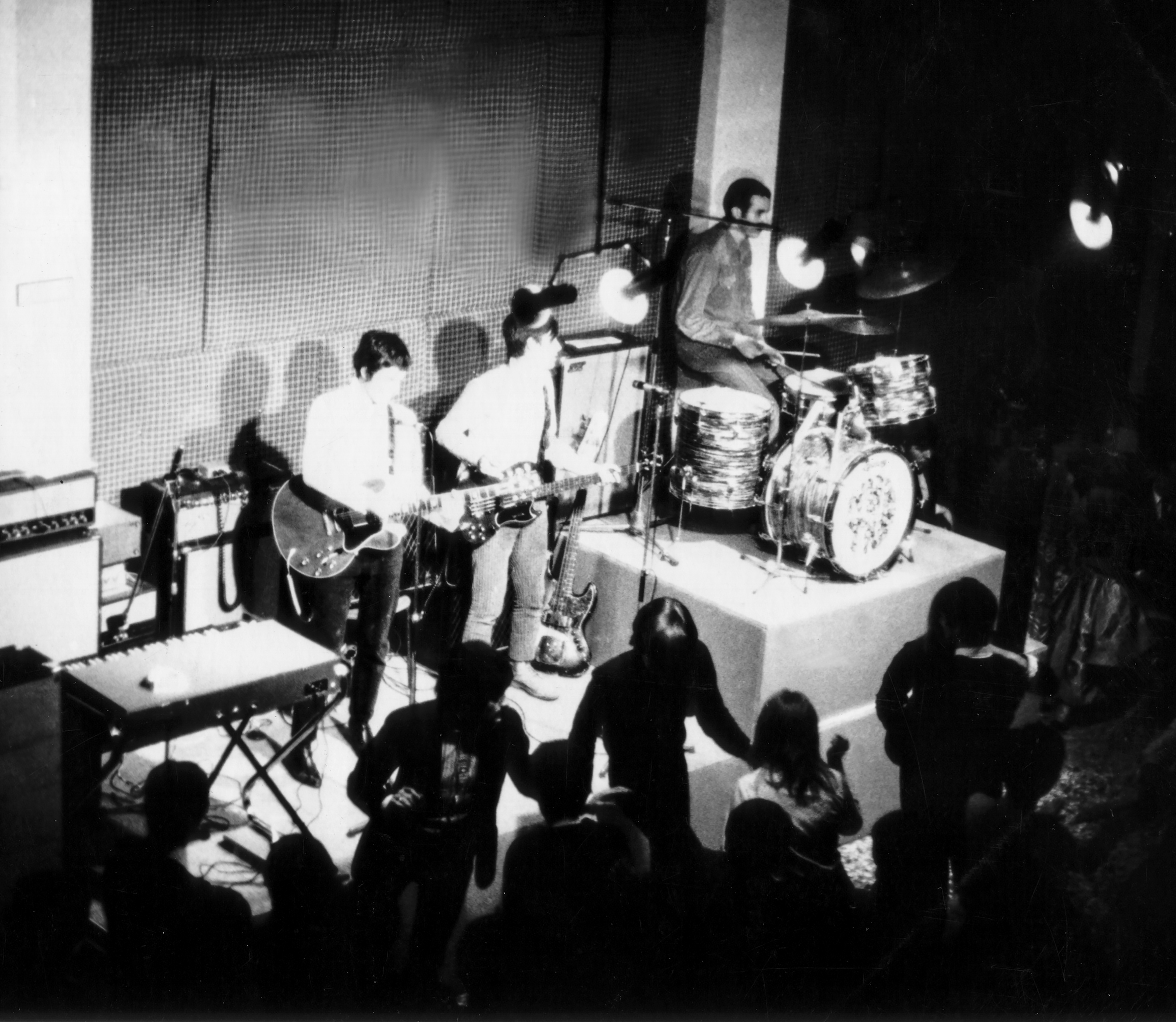
Noi Tre Live 1967

Il 1966 vede la pubblicazione del loro unico singolo, "Un Posto Dove / Non Piangete Io Son Contento". Il secondo singolo "Distruggimi / Se Tu Non Ci Sei" non vide mai la luce per l'alluvione che colpì Firenze nel 1966 e rimase solo a livello di acetato. Altre loro canzoni rimarranno inedite per quasi 30 anni.
Successivamente a Falsini per un breve periodo subentra Paolo Tofani, facente parte del complesso I Califfi. La formazione continua ad esibirsi dal vivo (un loro concerto del 1968 è documentato dall'album in vinile Noi tre e dal CD Compendium, che contiene la loro opera omnia), fino allo scioglimento, avvenuto nello stesso anno.
Falsini in seguito formerà Le Madri Superiori e i Sensations' Fix.
Pini sarà membro de Gli Antenati.
Nobile formerà il gruppo de La Triade.
Nel 1989 un loro brano, "Distruggimi" sarà incluso nella celebre compilation statunitense 60's Beat Italiano Vol. 1.

## Formazione
- Franco Falsini: chitarra, voce
- Agostino Nobile: basso
- Pino Pini: batteria, voce

## Discografia

### Singoli
- Un posto dove/Non piangete io sono contento (Ginco, 1966)

### Album
- Noi Tre - LP (Habla Label HBL 20403, 1989)
- Compendium - CD (Get Back/Abraxas GET 1, 1995)